# Ashkenazum
Ashkenazum fue un grupo criminal activo en Argentina en la primera mitad del siglo XX. Ashkenazum fue fundado por Simon Rubinstein como escisión Zwi Migdal, un grupo del crimen organizado que se extendía por los cinco continentes y se especializaba en el tráfico sexual de niñas judías de Europa oriental.
Simon Rubinstein llegó en Buenos Aires en 1900 de Odessa, y allí rápidamente se hizo del control de una fábrica de preservativos. Era un notorio contrabandista de seda y se afilió a Zwi Migdal. En el apogeo de sus actividades, tenía 700 miembros en Argentina traficando mujeres para su organización.
Como el más grande Zwi Migdal, el Ashkenazum también tuvo su cementerio a las afueras de Buenos Aires.